# Gouvernement de la Finlande

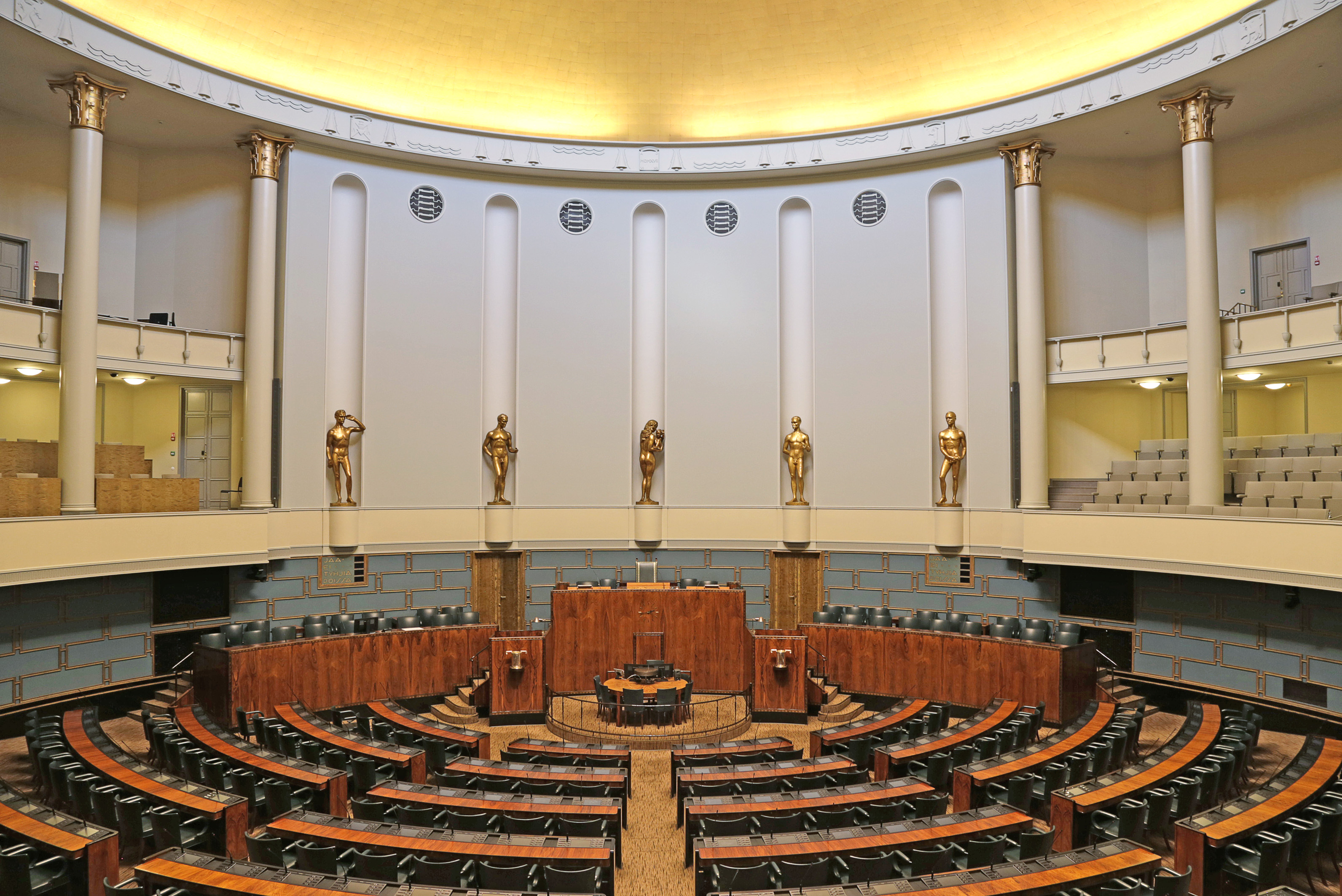
La chambre du Parlement.

Le gouvernement finlandais (en finnois : Suomen hallinto) est l'institution disposant du pouvoir exécutif en Finlande, à la tête duquel se trouve le Premier ministre. Le pays fonctionnant sur la base d'un régime parlementaire, il ne peut gouverner sans disposer de la confiance de la Parlement de Finlande (en finnois : Eduskunta). Les membres du gouvernement sont nommés par le président de la république de Finlande. 

L'actuel gouvernement finlandais est le gouvernement Orpo.

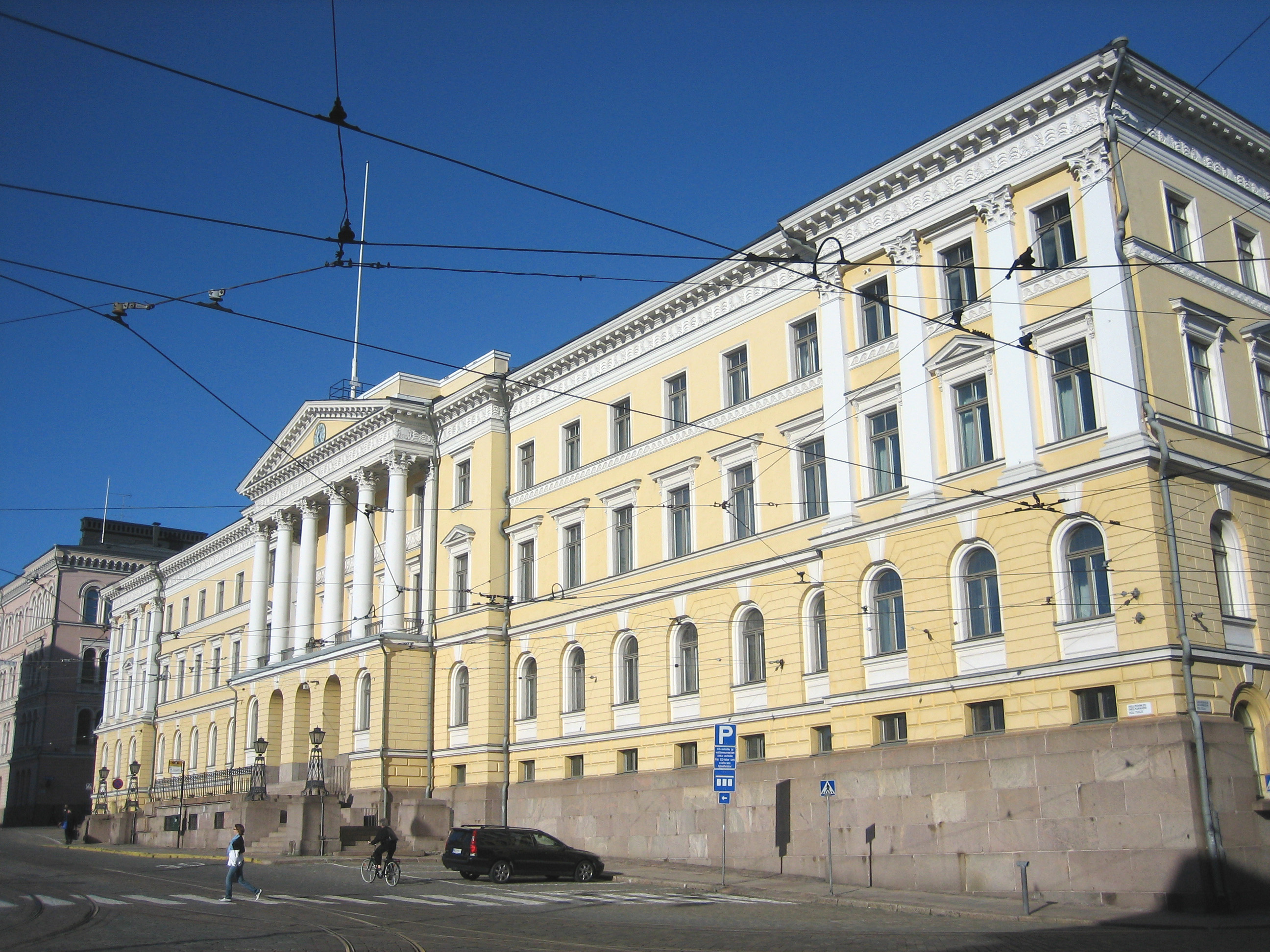
Le palais du Conseil d'État, siège du gouvernement finlandais.

## Ministères

Zones régionales des agences gouvernementales régionales finlandaises.

Le gouvernement finlandais compte douze ministères mais les fonctions d'un ministère peuvent être exercées par plusieurs ministres.
| Titre en français                                 | Titre en finnois                 |
| ------------------------------------------------- | -------------------------------- |
| Chancellerie du conseil des ministres             | Valtioneuvoston kanslia          |
| Ministère des Affaires étrangères                 | Ulkoasiainministeriö             |
| Ministère de la Justice                           | Oikeusministeriö                 |
| Ministère de l'Intérieur                          | Sisäministeriö                   |
| Ministère de la Défense                           | Puolustusministeriö              |
| Ministère des Finances                            | Valtiovarainministeriö           |
| Ministère de l'Éducation et de la Culture         | Opetus- ja kulttuuriministeriö   |
| Ministère de l'Agriculture et des Forêts          | Maa- ja metsätalousministeriö    |
| Ministère des Transports et des Communications    | Liikenne- ja viestintäministeriö |
| Ministère des Affaires sociales et de la Santé    | Sosiaali- ja terveysministeriö   |
| Ministère des Affaires économiques et de l'Emploi | Työ- ja elinkeinoministeriö      |
| Ministère de l'Environnement                      | Ympäristöministeriö              |

## Administration locale
.

## Gouvernement actuel
| Poste                                                         | Titulaire | Titulaire                                          | Parti |
| ------------------------------------------------------------- | --------- | -------------------------------------------------- | ----- |
| Premier ministre                                              |           | Petteri Orpo                                       | Kok   |
| Vice-Première ministre Ministre des Finances                  |           | Riikka Purra                                       | PS    |
| Ministre de l'Éducation                                       |           | Anna-Maja Henriksson                               | SFP   |
| Ministre de l'Agriculture et des Forêts                       |           | Sari Essayah                                       | KD    |
| Ministre de la Défense                                        |           | Antti Häkkänen                                     | Kok   |
| Ministre du Commerce extérieur et du Développement            |           | Ville Tavio                                        | PS    |
| Ministre des Affaires économiques                             |           | Vilhelm Junnila (jusqu'au 06/07/2023) Wille Rydman | PS    |
| Ministre de l'Emploi                                          |           | Arto Satonen                                       | Kok   |
| Ministre de l'Environnement et du Climat                      |           | Kai Mykkänen                                       | Kok   |
| Ministre des Affaires européennes et des Réformes             |           | Anders Adlercreutz                                 | SFP   |
| Ministre des Affaires étrangères                              |           | Elina Valtonen                                     | Kok   |
| Ministre de l'Intérieur                                       |           | Mari Rantanen                                      | PS    |
| Ministre de la Justice                                        |           | Leena Meri                                         | PS    |
| Ministre des Affaires locales                                 |           | Anna-Kaisa Ikonen                                  | Kok   |
| Ministre de la Science et de la Culture                       |           | Sari Multala                                       | Kok   |
| Ministre des Affaires sociales et de la Santé                 |           | Kaisa Juuso                                        | PS    |
| Ministre de la Famille et des Services sociaux                |           | Sanni Grahn-Laasonen                               | Kok   |
| Ministre des Transports et des Communications                 |           | Lulu Ranne                                         | PS    |
| Ministre de la Jeunesse, des Sports et de l'Activité physique |           | Sandra Bergqvist                                   | SFP   |